# MITGAS Mitteldeutsche Gasversorgung

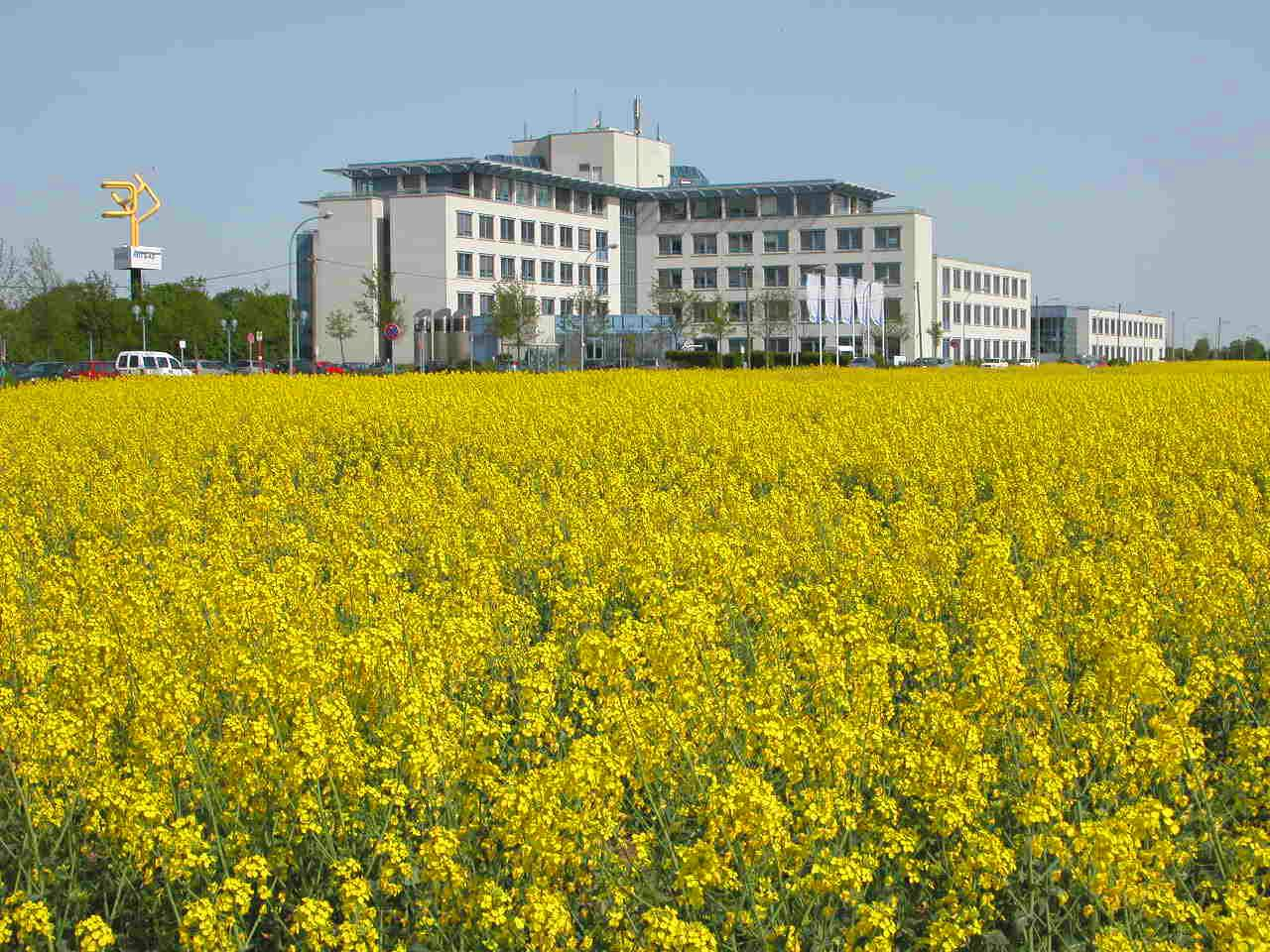
Hauptverwaltung in Gröbers

Die MITGAS Mitteldeutsche Gasversorgung GmbH ist ein regionaler Gasversorger in den neuen Bundesländern mit Sitz in Kabelsketal.
MITGAS versorgt ihre Kunden mit Erdgas, Bioerdgas und Wärme und bietet Energiedienstleistungen an. Darüber hinaus ist das Unternehmen Vorlieferant für Stadtwerke.
Das MITGAS-Grundversorgungsgebiet erstreckt sich über das südliche Sachsen-Anhalt, westliche Sachsen und Teile von Thüringen. Im Zuge der Liberalisierung des Gasmarktes agiert MITGAS als Energieanbieter deutschlandweit.

## Geschichte
Nach der Wiedervereinigung 1990 wurden die Energiekombinate der ehemaligen DDR in private Aktiengesellschaften und GmbHs umgewandelt. In Halle und Leipzig entstanden die Mitteldeutsche Energieversorgung AG (MEAG) und die Westsächsische Energieversorgung AG (WESAG), aus denen kurz darauf die Gassparten ausgegliedert und als Gasversorgung Sachsen-Anhalt GmbH (GSA) und Gasversorgung Leipzig GmbH (GVL) gegründet wurden. 1994 erfolgte die Umbenennung der GVL in Erdgas West-Sachsen GmbH (EWS). Über Jahre hinweg wurden EWS und GSA von einer gemeinsamen Geschäftsführung vertreten und kooperierten zudem beim Ausbau des Erdgasnetzes, der Umstellung von Stadtgas auf Erdgas sowie bei der Versorgung und Betreuung ihrer Kunden. Am 10. Juli 2000 fusionierten beide Schwesterunternehmen schließlich zur MITGAS Mitteldeutsche Gasversorgung GmbH. Mit der Novellierung des Energiewirtschaftsgesetzes im Jahr 2005 und der damit geforderten Trennung von Netz und Vertrieb gründete MITGAS zum 1. Januar 2007 ihren Verteilnetzbetreiber aus. Es entstand die 100-prozentige Tochter Mitteldeutsche Netzgesellschaft Gas mbH (MITNETZ GAS, bis 31. Dezember 2011 MITGAS Verteilnetz GmbH).

## Geschäftsfelder
Geschäftsfelder von MITGAS ist die Versorgung ihrer Kunden mit Erdgas, Bioerdgas, Wärme und Energiedienstleistungen.

## Gesellschafter
Die envia Mitteldeutsche Energie AG, Chemnitz, ist mit 75,4 % mehrheitlich an der MITGAS beteiligt. Die VNG-Erdgascommerz GmbH, Leipzig, hält eine Beteiligung von 24,6 %.

## Beteiligungen
MITGAS hält Beteiligungen an folgenden Unternehmen (Stand 2024):
- Mitteldeutsche Netzgesellschaft Gas mbH (MITNETZ GAS; bis 31. Dezember 2011 MITGAS Verteilnetz GmbH): 100 %
- Mitteldeutsche Netzgesellschaft Gas HD mbH: 100 %
- Erdgasversorgung Industriepark Leipzig Nord GmbH: 50 %
- Bildungszentrum Energie GmbH: 25,5 %
- A/V/E GmbH: 25,1 %
- Sandersdorf-Brehna Netz GmbH & C. KG: 21,4 %